# Woltersdorf (Lüchow-Dannenbergi járás)
Woltersdorf település Németországban, azon belül Alsó-Szászország tartományban. Lakosainak száma 892 fő (2023. december 31.). Woltersdorf Trebel és Lemgow községekkel határos.

## Népesség
A település népességének változása:
| Lakosok száma | 890  | 896  | 884  | 894  | 892  |
|               | 2016 | 2019 | 2021 | 2022 | 2023 |